# Гредінарі (комуна, Олт)
Гредінарі (рум. Grădinari) — комуна у повіті Олт в Румунії. До складу комуни входять такі села (дані про населення за 2002 рік):
- Гредінарі (458 осіб)
- Петкулешть (1114 осіб)
- Рунку-Маре (620 осіб)
- Сату-Ноу (352 особи)

Комуна розташована на відстані 145 км на захід від Бухареста, 17 км на північний захід від Слатіни, 45 км на північний схід від Крайови.

## Населення
За даними перепису населення 2002 року у комуні проживали 2544 особи.
Національний склад населення комуни:
| Національність | Кількість осіб | Відсоток |
| -------------- | -------------- | -------- |
| румуни         | 1830           | 71,9%    |
| цигани         | 713            | 28,0%    |
| угорці         | 1              | < 0,1%   |

Рідною мовою назвали:
| Мова      | Кількість осіб | Відсоток |
| --------- | -------------- | -------- |
| румунська | 1840           | 72,3%    |
| циганська | 703            | 27,6%    |
| німецька  | 1              | < 0,1%   |

Склад населення комуни за віросповіданням:
| Релігія        | Кількість осіб | Відсоток |
| -------------- | -------------- | -------- |
| православні    | 2506           | 98,5%    |
| п'ятдесятники  | 20             | 0,8%     |
| греко-католики | 7              | 0,3%     |
| баптисти       | 7              | 0,3%     |
| бретрени       | 4              | 0,2%     |

## Зовнішні посилання
- Дані про комуну Гредінарі на сайті Ghidul Primăriilor